# 4 Syberyjska Dywizja Strzelecka
4 Syberyjska Dywizja Piechoty (ros. 4-я Сибирская стрелковая дивизия) – jeden ze związków taktycznych  Imperium Rosyjskiego w czasie I wojny światowej. Wchodziła w 2 Syberyjski Korpus Armijny w składzie Irkuckiego Okręgu Wojskowego. Sztab dywizji od 1 lutego 1913 r. w m. Czyta w obwodzie zabajkalskim. Rozformowana na początku 1918 r. 

## Struktura organizacyjna
Organizacja w 1914
- 1 Brygada Piechoty – Czyta
  - 13 Syberyjski pułk piechoty
  - 14 Syberyjski pułk piechoty
- 2 Brygada Piechoty – sztab w m. Daurija, czasowo od lutego 1913 w m. Sreteńsk w obwodzie zabajkalskim
  - 15 Syberyjski pułk piechoty
  - 16 Syberyjski pułk piechoty
- 4 Syberyjska Brygada Artylerii

## Dowódcy
Dowódcy Dywizji
- gen. lejtnant  Konstantin Michajłowicz Aleksiejew (19.08.1906 - ?)
- gen. lejtnant Krauze (od 1915)

Dowódcy Brygad
- 1 Brygada:
  - gen. major L. N Bielkowicz (15.05.1907 - 24.09.1909)
  - gen. major Karlstedt  (od 1913)
- 2 Brygada:
  - gen. major M. L. Matwiejew (10.08.1910 - 23.07.1912)
  - gen. major N. F. Domielunskij (3.08 - 26.10.1912)
  - gen. major I. I. Gordiejew (29.10.1912 - 27.01.1913)